# Modelado del software
El modelado de sistemas software es una técnica para tratar con la complejidad inherente a estos sistemas. El uso de modelos ayuda al ingeniero de software a "visualizar" el sistema a construir. Además, los modelos de un nivel de abstracción mayor pueden utilizarse para la comunicación con el cliente. Por último, las herramientas de modelado y las de Ingeniería de Software Automatizada. pueden ayudar a verificar la corrección del modelo. 